# Air Bud

Air Bud (ou Tobby au Québec) est une série de cinq films américains réalisée par Charles Martin Smith pour le premier film, Richard Martin pour le deuxième, Bill Bannerman pour le troisième, Robert Vince pour le quatrième et Mike Southon pour le cinquième. Les titres des films sont :
- Air Bud : Buddy star des paniers, sorti en 1997.
- Air Bud 2, sorti en 1998.
- Air Bud 3, sorti en 2000.
- Air Bud 4, sorti en 2001.
- Air Bud superstar, sorti en 2003.

Mais il existe aussi des spin-offs :
- Cinq Toutous prêts à tout, sorti en 2006.
- Les Copains des neiges, sorti en 2008.
- Les Copains dans l'espace, sorti en 2009.
- Les copains fêtent Noël, sorti en 2009.
  - La Mission de Chien Noël, sorti en 2010 (préquelle des copains fêtent Noël).
- Les Copains et la Légende du chien maudit, sorti en 2011.
- Les Copains chasseurs de trésor, sorti en 2012.
  - Les Chiots Noël, la relève est arrivée, sorti en 2012 (suite de La Mission de Chien Noël)
- Les Copains super-héros, sorti en 2013.

Les acteurs principaux sont Kevin Zegers dans le rôle de Josh Framm, Wendy Makkena, Cynthia Stevenson et Chilton Crane dans le rôle de sa mère Jackie Framm, Gregory Harrison, Dale Midkiff, Kevin Dunn et Alf Humphreys dans le rôle de Patrick Sullivan et Jesebel Mather, Kati Mather et Alison McLaren dans le rôle de Andrea Framm bébé et Caitlin Wachs et Katija Pevec dans le rôle de Andréa Framm adolencente.

## Fiche technique de la série
| Personnages     | Films                | Films                | Films               | Films            | Films            |
| Personnages     | Air Bud (1997)       | Air Bud 2 (1998)     | Air Bud 3 (2000)    | Air Bud 4 (2002) | Air Bud 5 (2003) |
| --------------- | -------------------- | -------------------- | ------------------- | ---------------- | ---------------- |
| Réalisateur(s)  | Charles Martin Smith | Richard Martin (en)  | Bill Bannerman      | Robert Vince     | Mike Southon     |
| Producteur(s)   | Robert Vince         | Robert Vince         |                     | Robert Vince     | Robert Vince     |
| Producteur(s)   | Michael Strange      |                      | Ian Fodie           | Anna McRoberts   | Anna McRoberts   |
| Producteur(s)   | Anne Vince           |                      |                     |                  |                  |
| Scénariste(s)   | Paul Tamasy          | Paul Tamasy          | Mike Whiting        | Sara Sutton      |                  |
| Scénariste(s)   | Aaron Mendelsohn     | Aaron Mendelsohn     | Robert Vince        | Robert Vince     | Robert Vince     |
| Scénariste(s)   |                      | Anne Vince           |                     |                  |                  |
| Scénariste(s)   |                      |                      | Stephanie Isherwood |                  |                  |
| Scénariste(s)   |                      |                      | Anna McRoberts      |                  |                  |
| Photos          | Mike Southon         | Mike Southon         | Cyrus Block         | Steven Adelson   | Mike Southon     |
| Monteur(s)      | Alison Grace         | Bruce Lange          | Kelly Herron        | Kelly Herron     | Kelly Herron     |
| Monteur(s)      |                      | Melinda Seabrook     | Laura Mazur         | Jason Pielak     | Jason Pielak     |
| Compositeur(s)  | Brahm Wenger         | Brahm Wenger         | Brahm Wenger        | Brahm Wenger     | Brahm Wenger     |
| Budget          | 3 000 000 $          |                      |                     |                  |                  |
| Durée           | 98 minutes           | 90 minutes           | 83 minutes          | 93 minutes       | 87 minutes       |
| Dates de sortie | 1er août 1997        | 14 août 1998         | 12 décembre 2000    | 18 juin 2002     | 2003             |
| Genre           | Comédie              | Comédie              | Comédie             | Comédie          | Comédie          |
| Distributeur    | Walt Disney Pictures | Walt Disney Pictures | Miramax Films       | Miramax Films    | Miramax Films    |

## Distribution et personnages
| Personnages      | Films                                | Films                  | Films                 | Films                     | Films             |
| Personnages      | Air Bud (1997)                       | Air Bud 2 (1998)       | Air Bud 3 (2000)      | Air Bud 4 (2002)          | Air Bud 5 (2003)  |
| ---------------- | ------------------------------------ | ---------------------- | --------------------- | ------------------------- | ----------------- |
| Josh Framm       | Kevin Zegers                         | Kevin Zegers           | Kevin Zegers          | Kevin Zegers              |                   |
| Jackie Framm     | Wendy Makkena                        | Cynthia Stevenson      | Chilton Crane         | Cynthia Stevenson         | Cynthia Stevenson |
| Patrick Sullivan |                                      | Gregory Harrison       | Dale Midkiff          | Kevin Dunn                | Alf Humphreys     |
| Andréa Framm     | Jesebel Mather & Kati Mather (3 ans) | Alison McLaren (4 ans) | Caitlin Wachs (8 ans) | Caitlin Wachs (8 ans)     | Katija Pevec      |
| Noah Sullivan    |                                      |                        |                       | Emma Marof & Hannah Marof | Jake D. Smith     |
| Tom Stewart      | Shayn Solberg                        | Shayn Solberg          | Shayn Solberg         | Shayn Solberg             |                   |
| Tammy            |                                      |                        | Chantal Strand        | Chantal Strand            | Chantal Strand    |
| Shériff Bob      |                                      |                        |                       | Patrick Cranshaw          | Patrick Cranshaw  |